# Owain Glyndŵr
Owain Glyndŵr o Owain Glyn Dŵr (c.1349 or 1359 – c. 1416) va ser un governant gal·lès i l'últim gal·lès natiu per mantenir el títol del Regne Unit. Va impulsar una ferotge i llarga durada revolta contra l'Imperi d'Anglaterra.
Glyndŵr era descendent dels prínceps de Powys del seu pare Gruffydd Fychan II i d'aquells Deheubarth a través de la seva mare Elen ferch Tomas ap Llywelyn. El 16 de setembre de 1400, Glyndŵr instigà una revolta contra l'Imperi d'Enric IV d'Anglaterra. Encara va aconseguir unir els gal·lesos contra els seus opressors, l'aixecament amb el temps va perdre força i Glyndŵr va ser vist per última vegada en 1412 i mai va ser capturat ni va acceptar el perdó reial ni mai va ser traït. Els seus últims anys encara són un misteri.
En 1404 Owain va ser coronat príncep de Gal·les i va anunciar el seu programa nacional. Va declarar la seva visió d'un estat gal·lès independent amb un Parlament una i església gal·lesa.

## Família
|  |  |  |  |  |  | Bleddyn ap Cynfyn m.1075            | Bleddyn ap Cynfyn m.1075            | Bleddyn ap Cynfyn m.1075            | Bleddyn ap Cynfyn m.1075            | Bleddyn ap Cynfyn m.1075            | Bleddyn ap Cynfyn m.1075            |  |  |  |  |  |  | Rhys ap Tewdwr m. 1093                      | Rhys ap Tewdwr m. 1093                      | Rhys ap Tewdwr m. 1093                      | Rhys ap Tewdwr m. 1093                      | Rhys ap Tewdwr m. 1093                      | Rhys ap Tewdwr m. 1093                      |  |  |  |  |  |  |  |  |
|  |  |  |  |  |  | Bleddyn ap Cynfyn m.1075            | Bleddyn ap Cynfyn m.1075            | Bleddyn ap Cynfyn m.1075            | Bleddyn ap Cynfyn m.1075            | Bleddyn ap Cynfyn m.1075            | Bleddyn ap Cynfyn m.1075            |  |  |  |  |  |  | Rhys ap Tewdwr m. 1093                      | Rhys ap Tewdwr m. 1093                      | Rhys ap Tewdwr m. 1093                      | Rhys ap Tewdwr m. 1093                      | Rhys ap Tewdwr m. 1093                      | Rhys ap Tewdwr m. 1093                      |  |  |  |  |  |  |  |  |
|  |  |  |  |  |  | Maredudd ap Bleddyn m.1132          | Maredudd ap Bleddyn m.1132          | Maredudd ap Bleddyn m.1132          | Maredudd ap Bleddyn m.1132          | Maredudd ap Bleddyn m.1132          | Maredudd ap Bleddyn m.1132          |  |  |  |  |  |  | Gruffudd ap Rhys m. 1137                    | Gruffudd ap Rhys m. 1137                    | Gruffudd ap Rhys m. 1137                    | Gruffudd ap Rhys m. 1137                    | Gruffudd ap Rhys m. 1137                    | Gruffudd ap Rhys m. 1137                    |  |  |  |  |  |  |  |  |
|  |  |  |  |  |  | Maredudd ap Bleddyn m.1132          | Maredudd ap Bleddyn m.1132          | Maredudd ap Bleddyn m.1132          | Maredudd ap Bleddyn m.1132          | Maredudd ap Bleddyn m.1132          | Maredudd ap Bleddyn m.1132          |  |  |  |  |  |  | Gruffudd ap Rhys m. 1137                    | Gruffudd ap Rhys m. 1137                    | Gruffudd ap Rhys m. 1137                    | Gruffudd ap Rhys m. 1137                    | Gruffudd ap Rhys m. 1137                    | Gruffudd ap Rhys m. 1137                    |  |  |  |  |  |  |  |  |
|  |  |  |  |  |  | Madog ap Maredudd m.1160            | Madog ap Maredudd m.1160            | Madog ap Maredudd m.1160            | Madog ap Maredudd m.1160            | Madog ap Maredudd m.1160            | Madog ap Maredudd m.1160            |  |  |  |  |  |  | Rhys ap Gruffudd (Yr Arglwydd Rhys) m. 1197 | Rhys ap Gruffudd (Yr Arglwydd Rhys) m. 1197 | Rhys ap Gruffudd (Yr Arglwydd Rhys) m. 1197 | Rhys ap Gruffudd (Yr Arglwydd Rhys) m. 1197 | Rhys ap Gruffudd (Yr Arglwydd Rhys) m. 1197 | Rhys ap Gruffudd (Yr Arglwydd Rhys) m. 1197 |  |  |  |  |  |  |  |  |
|  |  |  |  |  |  | Madog ap Maredudd m.1160            | Madog ap Maredudd m.1160            | Madog ap Maredudd m.1160            | Madog ap Maredudd m.1160            | Madog ap Maredudd m.1160            | Madog ap Maredudd m.1160            |  |  |  |  |  |  | Rhys ap Gruffudd (Yr Arglwydd Rhys) m. 1197 | Rhys ap Gruffudd (Yr Arglwydd Rhys) m. 1197 | Rhys ap Gruffudd (Yr Arglwydd Rhys) m. 1197 | Rhys ap Gruffudd (Yr Arglwydd Rhys) m. 1197 | Rhys ap Gruffudd (Yr Arglwydd Rhys) m. 1197 | Rhys ap Gruffudd (Yr Arglwydd Rhys) m. 1197 |  |  |  |  |  |  |  |  |
|  |  |  |  |  |  | Gruffudd Maelor I m.1191            | Gruffudd Maelor I m.1191            | Gruffudd Maelor I m.1191            | Gruffudd Maelor I m.1191            | Gruffudd Maelor I m.1191            | Gruffudd Maelor I m.1191            |  |  |  |  |  |  | Gruffudd m. 1201                            | Gruffudd m. 1201                            | Gruffudd m. 1201                            | Gruffudd m. 1201                            | Gruffudd m. 1201                            | Gruffudd m. 1201                            |  |  |  |  |  |  |  |  |
|  |  |  |  |  |  | Gruffudd Maelor I m.1191            | Gruffudd Maelor I m.1191            | Gruffudd Maelor I m.1191            | Gruffudd Maelor I m.1191            | Gruffudd Maelor I m.1191            | Gruffudd Maelor I m.1191            |  |  |  |  |  |  | Gruffudd m. 1201                            | Gruffudd m. 1201                            | Gruffudd m. 1201                            | Gruffudd m. 1201                            | Gruffudd m. 1201                            | Gruffudd m. 1201                            |  |  |  |  |  |  |  |  |
|  |  |  |  |  |  | Madog ap Gruffudd Maelor m.1236     | Madog ap Gruffudd Maelor m.1236     | Madog ap Gruffudd Maelor m.1236     | Madog ap Gruffudd Maelor m.1236     | Madog ap Gruffudd Maelor m.1236     | Madog ap Gruffudd Maelor m.1236     |  |  |  |  |  |  | Owain m. 1235                               | Owain m. 1235                               | Owain m. 1235                               | Owain m. 1235                               | Owain m. 1235                               | Owain m. 1235                               |  |  |  |  |  |  |  |  |
|  |  |  |  |  |  | Madog ap Gruffudd Maelor m.1236     | Madog ap Gruffudd Maelor m.1236     | Madog ap Gruffudd Maelor m.1236     | Madog ap Gruffudd Maelor m.1236     | Madog ap Gruffudd Maelor m.1236     | Madog ap Gruffudd Maelor m.1236     |  |  |  |  |  |  | Owain m. 1235                               | Owain m. 1235                               | Owain m. 1235                               | Owain m. 1235                               | Owain m. 1235                               | Owain m. 1235                               |  |  |  |  |  |  |  |  |
|  |  |  |  |  |  | Gruffudd Maelor II m.1269           | Gruffudd Maelor II m.1269           | Gruffudd Maelor II m.1269           | Gruffudd Maelor II m.1269           | Gruffudd Maelor II m.1269           | Gruffudd Maelor II m.1269           |  |  |  |  |  |  | Maredydd ab Owain m. 1265                   | Maredydd ab Owain m. 1265                   | Maredydd ab Owain m. 1265                   | Maredydd ab Owain m. 1265                   | Maredydd ab Owain m. 1265                   | Maredydd ab Owain m. 1265                   |  |  |  |  |  |  |  |  |
|  |  |  |  |  |  | Gruffudd Maelor II m.1269           | Gruffudd Maelor II m.1269           | Gruffudd Maelor II m.1269           | Gruffudd Maelor II m.1269           | Gruffudd Maelor II m.1269           | Gruffudd Maelor II m.1269           |  |  |  |  |  |  | Maredydd ab Owain m. 1265                   | Maredydd ab Owain m. 1265                   | Maredydd ab Owain m. 1265                   | Maredydd ab Owain m. 1265                   | Maredydd ab Owain m. 1265                   | Maredydd ab Owain m. 1265                   |  |  |  |  |  |  |  |  |
|  |  |  |  |  |  | Gruffudd Fychan I m. 1289           | Gruffudd Fychan I m. 1289           | Gruffudd Fychan I m. 1289           | Gruffudd Fychan I m. 1289           | Gruffudd Fychan I m. 1289           | Gruffudd Fychan I m. 1289           |  |  |  |  |  |  | Owain m. 1275                               | Owain m. 1275                               | Owain m. 1275                               | Owain m. 1275                               | Owain m. 1275                               | Owain m. 1275                               |  |  |  |  |  |  |  |  |
|  |  |  |  |  |  | Gruffudd Fychan I m. 1289           | Gruffudd Fychan I m. 1289           | Gruffudd Fychan I m. 1289           | Gruffudd Fychan I m. 1289           | Gruffudd Fychan I m. 1289           | Gruffudd Fychan I m. 1289           |  |  |  |  |  |  | Owain m. 1275                               | Owain m. 1275                               | Owain m. 1275                               | Owain m. 1275                               | Owain m. 1275                               | Owain m. 1275                               |  |  |  |  |  |  |  |  |
|  |  |  |  |  |  | Madog Crypl c. 1275 - 1304          | Madog Crypl c. 1275 - 1304          | Madog Crypl c. 1275 - 1304          | Madog Crypl c. 1275 - 1304          | Madog Crypl c. 1275 - 1304          | Madog Crypl c. 1275 - 1304          |  |  |  |  |  |  | Llywelyn ab Owain m. 1308                   | Llywelyn ab Owain m. 1308                   | Llywelyn ab Owain m. 1308                   | Llywelyn ab Owain m. 1308                   | Llywelyn ab Owain m. 1308                   | Llywelyn ab Owain m. 1308                   |  |  |  |  |  |  |  |  |
|  |  |  |  |  |  | Madog Crypl c. 1275 - 1304          | Madog Crypl c. 1275 - 1304          | Madog Crypl c. 1275 - 1304          | Madog Crypl c. 1275 - 1304          | Madog Crypl c. 1275 - 1304          | Madog Crypl c. 1275 - 1304          |  |  |  |  |  |  | Llywelyn ab Owain m. 1308                   | Llywelyn ab Owain m. 1308                   | Llywelyn ab Owain m. 1308                   | Llywelyn ab Owain m. 1308                   | Llywelyn ab Owain m. 1308                   | Llywelyn ab Owain m. 1308                   |  |  |  |  |  |  |  |  |
|  |  |  |  |  |  | Gruffudd                            | Gruffudd                            | Gruffudd                            | Gruffudd                            | Gruffudd                            | Gruffudd                            |  |  |  |  |  |  | Tomos m. 1343                               | Tomos m. 1343                               | Tomos m. 1343                               | Tomos m. 1343                               | Tomos m. 1343                               | Tomos m. 1343                               |  |  |  |  |  |  |  |  |
|  |  |  |  |  |  | Gruffudd                            | Gruffudd                            | Gruffudd                            | Gruffudd                            | Gruffudd                            | Gruffudd                            |  |  |  |  |  |  | Tomos m. 1343                               | Tomos m. 1343                               | Tomos m. 1343                               | Tomos m. 1343                               | Tomos m. 1343                               | Tomos m. 1343                               |  |  |  |  |  |  |  |  |
|  |  |  |  |  |  | Gruffudd Fychan II m. abans de 1340 | Gruffudd Fychan II m. abans de 1340 | Gruffudd Fychan II m. abans de 1340 | Gruffudd Fychan II m. abans de 1340 | Gruffudd Fychan II m. abans de 1340 | Gruffudd Fychan II m. abans de 1340 |  |  |  |  |  |  | Elen                                        | Elen                                        | Elen                                        | Elen                                        | Elen                                        | Elen                                        |  |  |  |  |  |  |  |  |
|  |  |  |  |  |  | Gruffudd Fychan II m. abans de 1340 | Gruffudd Fychan II m. abans de 1340 | Gruffudd Fychan II m. abans de 1340 | Gruffudd Fychan II m. abans de 1340 | Gruffudd Fychan II m. abans de 1340 | Gruffudd Fychan II m. abans de 1340 |  |  |  |  |  |  | Elen                                        | Elen                                        | Elen                                        | Elen                                        | Elen                                        | Elen                                        |  |  |  |  |  |  |  |  |
|  |  |  |  |  |  |                                     |                                     |                                     |                                     |                                     |                                     |  |  |  |  |  |  |                                             |                                             |                                             |                                             |                                             |                                             |  |  |  |  |  |  |  |  |
|  |  |  |  |  |  |                                     |                                     |                                     |                                     |                                     |                                     |  |  |  |  |  |  |                                             |                                             |                                             |                                             |                                             |                                             |  |  |  |  |  |  |  |  |
|  |  |  |  |  |  |                                     |                                     |                                     |                                     | Owain Glyn Dŵr c. 1354 - c. 1414    |                                     |  |  |  |  |  |  |                                             |                                             |                                             |                                             |                                             |                                             |  |  |  |  |  |  |  |  |

Owain va casar Margaret Hanmer, també coneguda per la seva de Welsh nom Marred ferch Dafydd, filla de Sir David Hanmer de Hanmer, des del principi en la seva vida.
Els noms i el nombre de germans d'Owain Glyndwr no es coneixen amb exactitud. A continuació es relacionen les dades que va deixar el Cavaller J Y W Lloyd:
- Germà Tudur, Senyor de Gwyddelwern, nascut al voltant de 1362, mort l'11 de març de 1405 en una batalla de Brecknockshire, en les guerres del seu germà.
- Germà Gruffudd que tenia una filla i hereva, Eva.
- Germana Lowri, també escrit com Lowry, es va casar amb Robert Puleston d'Emral.
- Sor Isabel es va casar amb Adda ap Iorwerth Ddu de Llys Pengwern.
- Germana Morfudd es va casar amb Sir Richard Croft de Croft Castle, Herefordshire i, en segon lloc, David ab Ednyfed Gam de Llys Pengwern.
- Germana Gwenllian.

- Tudur, Isabel i Lowri es donen com els seus germans pel professor RR Davies. Això podria ser que Owain Glyndŵr tenia un altre germà que probablement s'anomenès Gruffudd. A més, possiblement va tenir un tercer, Maredudd.[4]

## Joventut

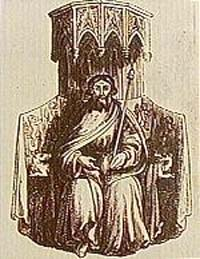
Owain Glyndŵr

Owain Glyndŵr va néixer cap a 1359 (alguns autors consideren que en 1354), en una pròspera família terratinent, que formava part de la gentry cambro-*normands de les Marques Gal·leses (la frontera entre Gal·les i Anglaterra) en el nord-est de Gal·les. La seva classe social ocupava un lloc intermedi en la societat, desembolicant-se tant entre gal·lesos com entre anglesos, ocupant posicions importants com a Senyors de les Marques en el regne d'Anglaterra i com uchelwyr –nobles gal·lesos que descendien de la noblesa anterior a la conquesta anglesa- en la societat gal·lesa tradicional. El seu pare era Gruffydd Fychan II, Tywysog hereditari de Powys Fadog i Senyor de Glyndyfrdwy, que va morir en algun moment abans de 1370 deixant a la seva esposa Elen ferch Tomas ap Llywelyn de Deheubarth vídua. Owain era molt jove en aquest moment i probablement va tenir un germà major anomenat Madog que hauria mort anteriorment.
El jove Owain ap Gruffydd va ser educat a la casa de David Hanmer, un home de lleis que es convertiria en jutge de Kings Bench. Posteriorment Owain va ser enviat a Londres a estudiar lleis en Inns of Court. Probablement va estudiar com a aprenent de lleis durant set anys, prou per obtenir un bon coneixement judicial com a terratinent però no per convertir-se en un oficial de justícia. Probablement es trobava a Londres durant la revolta dels camperols de 1381. En 1383 va tornar a Gal·les, on es va casar amb la filla de David Hanmer, Margaret, amb la qual va tenir una gran família i es va establir com Caballero de Sycharth i Glyndyfrdwy amb totes les responsabilitats associades.
Owain Glyndŵr va entrar al servei militar del rei en 1384, quan se li van encarregar labors d'aprovisionament sota el mandat de Sir Gregory Sails a la frontera entre Anglaterra i Escòcia en Berwick-on-Tweed. L'any 1385 va entrar en combat sota les ordres del rei Ricard II d'Anglaterra, en les guerres contra França com scutifer (escuder) i aquest mateix any també va servir sota les ordres de John de Gaunt de nou a la frontera amb Escòcia. L'any 1386 va ser cridat per presentar testimoniatge en el judici de Scrope vs. Grosvenor en Chester. L'any 1387 es trobava en el sud-est d'Anglaterra al servei de Richard Fitzalan, comte de Arundel, on va participar en una batalla per rebutjar una flota hispà-flamenca que tractava de desembarcar en la costa de Kent. A la mort del seu sogre, Sir David Hanmer a la fi de 1387, va ser armat cavaller aquest mateix any pel rei Ricard i va tornar a Gal·les per fer-se càrrec de les seves propietats. Va servir a Henry Bolingbroke (posteriorment rei), fill de John de Gaunt en la Batalla de Radcot Bridge al desembre de 1387. Entre 1385-1387 va tenir una intensa experiència militar en diversos escenaris i va participar en algunes maniobres importants.
Des de 1387 el rei Ricardo II es va trobar cada vegada més distret pel seu creixent conflicte amb la noblesa anglesa. Les oportunitats d'ascens d'Owain Glyndŵr es van veure limitades per la mort de Sir Gregory Sais en 1390 i l'allunyament del Comte d'Arundel, els seus principals aliats polítics, per la qual cosa es va dedicar a administrar les seves propietats a Gal·les, vivint tranquil·lament durant diversos anys. El bard Iolo Goch (“Iolo el Vermell”), un noble gal·lès, ho va visitar sovint durant la dècada de 1390 i va dedicar diverses de les seves composicions a Owain, lloant la seva generositat i honestedat.

## La caiguda de Ricard II

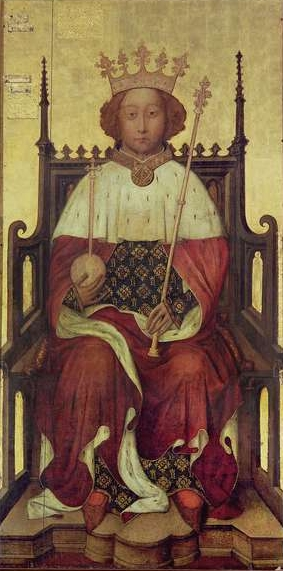
Ricard II d'Anglaterra

A la fi de la dècada de 1390, es van produir una sèrie d'esdeveniments que van empènyer a Owain Glyndŵr a la rebel·lió. Durant aquests anys el rei Ricard II havia iniciat un atrevit pla per consolidar el domini de la corona sobre el regne i destruir el poder dels nobles que constantment amenaçaven la seva autoritat. Com a part d'aquest pla, Ricard va començar a concentrar la seva base de poder al sud-est d'Anglaterra i Londres amb la finalitat de crear un nou principat entorn del comtat de Cheshire i sistemàticament crear una àmplia estructura de poder a partir de Gal·les, que durant aquesta època era governat per un grup dispers de senyors feudals semiautònoms, bisbes, comtes i oficials sota el domini real directe. Ricard va eliminar els seus rivals i es va apoderar de les seves terres o les hi va lliurar als seus favorits. En el procés va elevar a una sèrie de nobles gal·lesos perquè ocupessin l'estructura dels nous feus. Per a aquests individus afavorits, els últims anys del regnat de Ricard II va ser una època d'oportunitats. En contrast, els nobles anglesos consideraven que el rei estava perillosament fora del seu control.
L'any 1399 Henry Bolingbroke, hereu del ducat de Lancaster, va tornar del seu exili per reclamar les seves terres. Henry va reunir un exèrcit i va marxar per enfrontar-se amb el rei. Ricard II es va apressar a tornar d'Irlanda per negociar amb el seu rival. Es van reunir a Gal·les, al castell de Conwy, per discutir la restitució de les terres de Henry. Independentment de les intencions inicials de cadascun, Ricard II va acabar sent arrestat, deposat i empresonat, primer en Chester i posteriorment al castell Pontefract a l'oest de Yorkshire. El parlament anglès va proclamar a Henry Bolingbroke regent i posteriorment rei. Ricard II va morir en estranyes circumstàncies al castell Pontefract, poc després del fracàs d'una revolta dels seus partidaris entre la noblesa del regne però la seva mort no va ser feta pública fins passat un temps. A Gal·les, nobles com Owain van haver de redefinir la seva lleialtat per primera vegada en molt temps. Tradicionalment els gal·lesos havien estat partidaris del rei Ricard II, que havia succeït al seu pare el Príncep Negre, com Príncep de Gal·les. La caiguda de Ricard II també va significar que les oportunitats d'ascens dels nobles gal·lesos es van veure reduïdes. Molts estaven inquiets davant l'incert futur.

## La disputa amb el Baró de Grey
La revolta gal·lesa va començar a causa d'una diputa entre Owain Glyndŵr i el seu veí anglès, els barons De Grey de Ruthin o Dyffryn Clwyd (en gal·lès), una família de terratinents anglesos amb possessions a Gal·les i amb una reputació anti-gal·lesa. Les disputes territorials entre la família d'Owain i els seus veïns s'havien perllongat al llarg de tot el segle. En 1399, Owain havia apel·lat al parlament anglès perquè resolgués el litigi i havia guanyat. No obstant això, amb l'ascens al poder d'Enric IV d'Anglaterra, el Baró Reginald Grey –un amic estret del nou monarca- va utilitzar la seva influència perquè la decisió judicial fos anul·lada. Owain va apel·lar i aquesta va ser rebutjada sense haver estat escoltada davant el parlament. A més, el Baró de Grey va fer que Owain rebés una petició real per unir-se a la campanya d'Enric IV contra els escocesos. Tècnicament, com a vassall del rei anglès, Owain estava obligat a proporcionar tropes al monarca, com havia fet en el passat. No obstant això, mitjançant les seves manipulacions, De Grey va aconseguir que Owain desoís la petició real, cometent sense saber-ho un delicte de traïció. El rei Enric IV no va trigar a proclamar a Owain traïdor i va confiscar les seves propietats, ordenant a Reginald Grey que s'encarregués del noble gal·lès. De Grey es va apressar a utilitzar la força bruta amb el propòsit clar d'eliminar el seu rival i a Owain no li va quedar un altre recurs que la fugida, aparentment acceptant la seva culpa, fins que va decidir rebel·lar-se.

## La revolta gal·lesa, 1400–1415
El 16 de setembre de 1400, Owain va actuar i va ser proclamat Príncep de Gal·les per la seva petita banda de seguidors, entre els quals es trobaven el seu fill major, els seus cunyats i el dean de St. Asaph. La declaració de rebel·lia dels homes d'Owain es va estendre ràpidament pel nord-est de Gal·les. El 19 de setembre, el castell Ruthin, la fortalesa dels barons de Grey, va ser atacada i gairebé destruït. Denbigh, Rhuddlan, Flintshire, Hawarden i Holt, també van ser atacats poc després. El 22 de setembre la ciutat d'Oswestry va resultar tan danyada per la incursió d'Owain que va haver de ser reconstruïda. El dia 24 Owain es va dirigir cap al sud i va atacar el castell Powys i va saquejar Welshpool. De forma simultània els germans Tudor d'Anglesey van iniciar una guerra de guerrilles contra els anglesos. Tudor era una destacada família noble d'Anglesey estretament associada amb el rei Ricard II. Gwilym Tudor i Rhys Tudor havien estat capitans d'arquers gal·lesos en les campanyes de Ricard a Irlanda. Aviat van jurar fidelitat al seu cosí, Owain Glyndŵr.
El rei Enric IV, que es dirigia cap al nord per envair Escòcia, va haver de desviar-se del seu objectiu i el 26 de setembre es trobava en Shrewsbury preparat per envair Gal·les. En una campanya llampec, Enric va dirigir el seu exèrcit travessant el nord i Gal·les, però va anar constantment assotat pel mal temps i els atacs dels guerrillers gal·lesos. El 15 d'octubre es va retirar al castell Shrewsbury.

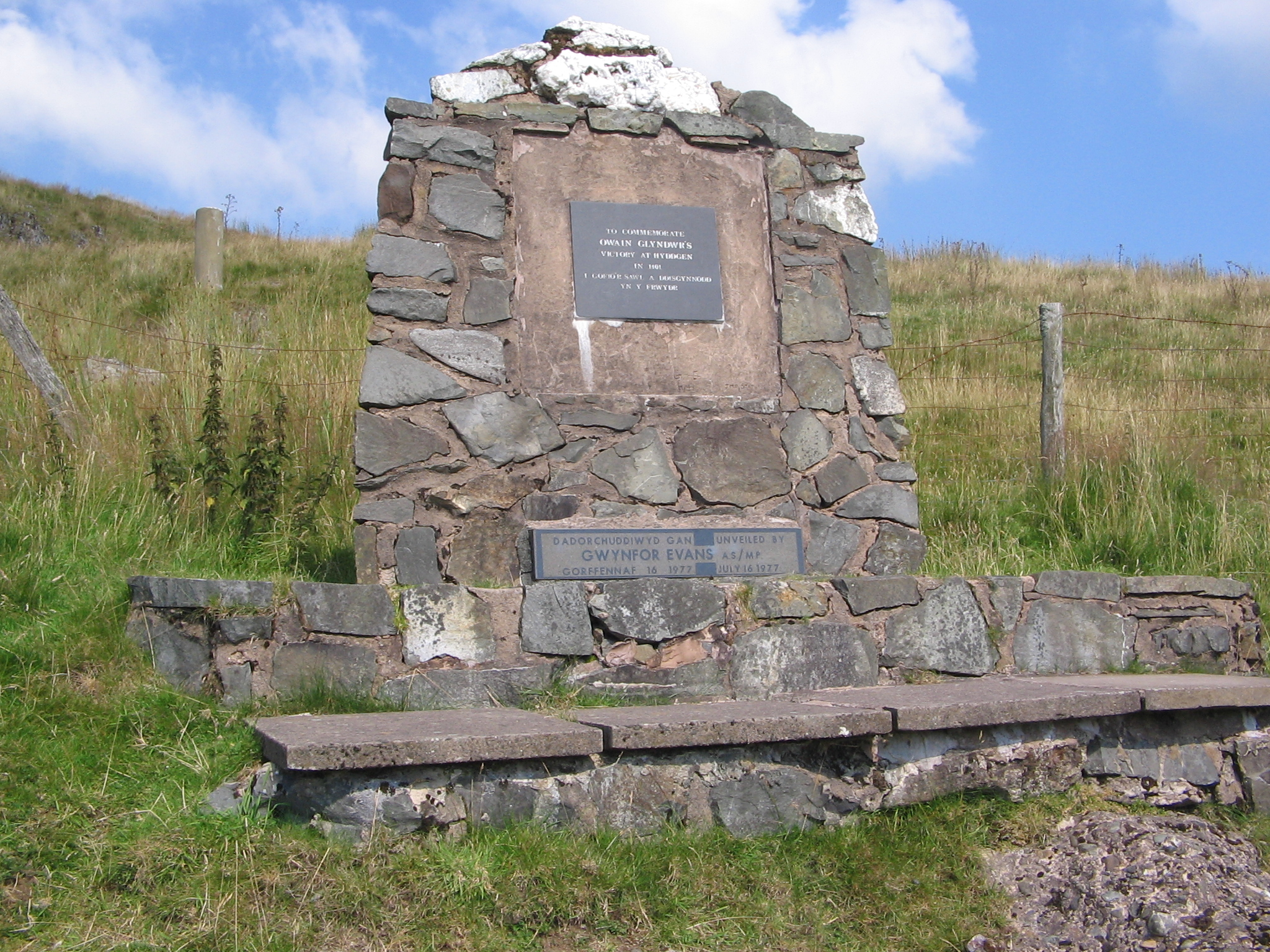
Monument en memòria dels morts a la batalla de Mynyd Hyddgen.

En 1401, la revolta gal·lesa va començar a estendre's. Gran part del nord i del centre de Gal·les es van unir a Owain. Diverses ciutats i castells anglesos en el nord van ser atacats. Fins i tot en el sud en Brecon i Gwent van començar a produir-se atacs per part de bandits i proscrits que es feien cridar Plant Owain (els Fills d'Owain). El rei Enric IV va encarregar a Henry Percy, un guerrer llegendari, fill del Comte de Northumberland, que restablís l'ordre al país. Henry Percy va emetre una amnistia al març per tots els rebels que deposessin les armes, exceptuant a Owain i els seus parents, Rhys i Gwilym, fills de Tudor ap Gronw de Penmynydd (avantpassats del futur rei Enric Tudor). La major part del país va semblar tranquil·litzar-se i va acceptar pagar els impostos habituals, però els Tudor sabien que necessitaven una moneda de canvi per evitar l'amenaça que penjava sobre els seus caps, així que fredament van decidir conquistar el castell de Conwy. Encara que el castell estava defensat tan sols per quinze soldats i seixanta arquers estava molt bé aprovisionat i reforçat per mar, i els Tudor només comptaven amb quaranta homes. Necessitaven apoderar-se d'ell mitjançant l'astúcia. El dia de Divendres Sant, que va coincidir amb l'1 d'abril (Dia d'Innocents a Anglaterra) tots els habitants del castell excepte cinc estaven reunits a l'església de la ciutat quan un fuster va aparèixer en la porta del castell, i d'acord amb el Chronicon d'Adam d'Usk, va fingir haver vingut per encarregar-se d'una obra. Una vegada a l'interior, el fuster va atacar als guàrdies i va deixar la porta oberta perquè els seus companys poguessin entrar. Encara que Henry Percy va arribar precipitadament amb 120 soldats i 300 arquers, sabia que necessitaria molt més per reconquistar una fortalesa tan formidable, i obligat a negociar, finalment va acceptar amnistiar als Tudor.
Owain també va aconseguir la seva primera gran victòria en el camp de batalla. Al juny, en Mynydd Hyddgen, en Pumlumon, Owain i el seu exèrcit de 400 homes es trobaven acampats en el fons de la vall de Hyddgen quan 500 soldats anglesos i flamencs de Pembrokeshire van caure sobre ells. Owain va reunir al seu exèrcit i va contraatacar, matant a 200 enemics i fent presoners a la resta. La situació s'havia tornat bastant sèria com perquè el rei Enric IV emprengués una altra expedició de càstig. En aquesta ocasió es va dirigir al centre de Gal·les. Des de Shrewsbury el castell Hereford, els exèrcits del rei anglès van travessar Powys cap a l'abadia de Strata Florida. L'abadia cistercenca era coneguda per les seves simpaties cap a Owain i el rei pretenia recordar als monjos les seves lleialtats i evitar que la revolta gal·lesa seguís estenent-se cap al sud. Després de sofrir un assetjament constant per part del mal temps i els Plant Owain, va aconseguir el seu objectiu en Strata Florida. Enric IV no va ser compassiu. Després d'una borratxera de dos dies el seu exèrcit va destruir l'abadia i va executar als monjos. No obstant això, no va aconseguir enfrontar-se a Owain en una batalla en camp obert. Els Plant *Owain van atacar al seu exèrcit mitjançant tàctiques de guerrilla i van tallar els seus subministraments, però no van presentar batalla. El temps també va empitjorar i l'exèrcit anglès va ser afectat per les copioses pluges del país de Gal·les. El campament d'Enric IV va ser afectat per una inundació i el rei, que dormia amb la seva armadura, gairebé va perir quan la seva tenda es va esfondrar, arrossegada per les aigües. Mullat, famolenc i humiliat, l'exèrcit anglès va tornar al castell Hereford sense cap victòria decisiva malgrat els seus esforços.
Els anglesos percebien que si la revolta gal·lesa triomfava inevitablement acabaria atraient als partidaris del deposat rei Ricardo. Constantment arribaven rumors de rebel·lió en Cheshire i preocupants notícies del nord de Gal·les. Henry Percy es disculpava afirmant que no rebia suficients reforços del rei i que incrementar una política repressiva només empenyeria a més gal·lesos a la revolta i va proposar recórrer a la negociació i el compromís per persuadir a Owain que deposés les armes. De fet, pot ser que en data tan primerenca com 1401, Henry Percy estigués negociant en secret amb Owain i altres líders de revolta per tractar de negociar una treva. No obstant això, els partidaris del rei Enric IV van ser rebutjats. Els anglesos van imposar una legislació anti-gal·lesa dissenyada per enfortir el seu domini sobre Gal·les. Les lleis codificaven pràctiques comuns que havien estat imposades en les Marques de Gal·les durant molts anys. Entre aquestes lleis es trobava les prohibicions als gal·lesos de comprar terres a Anglaterra, d'obtenir posicions públiques a Gal·les, portar armes, posseir castells o fortaleses de qualsevol classe, la prohibició als nens i joves gal·lesos de ser educats o adoptats pels gremis. A més, cap anglès podria ser condemnat per l'acusació d'un gal·lès, els gal·lesos serien severament penalitzats quan es casessin amb dones angleses i totes les reunions públiques serien prohibides. Aquestes lleis eren un missatge clar als conspiradors gal·lesos que tots estaven sota sospita. Molts gal·lesos que havien intentat ascendir socialment a Anglaterra van perdre les seves posicions i es van unir a la rebel·lió.
El gener de 1402, Owain va aconseguir capturar al seu enemic, el Baró Reginald de Grey, en una emboscada en Ruthyn. Ho va retenir durant un any fins que va rebre un substanciós rescat per part del rei Enric IV. Per pagar el seu deute amb el monarca, el baró de Grey es va arruïnar financerament. Al juny de 1402 les forces d'Owain es van enfrontar a un exèrcit dirigit per Sir Edmund Mortimer, l'oncle del Comte de March en la Batalla de Bryn Glas en el centre de Gal·les. L'exèrcit de Mortimer va resultar derrotat i el mateix Sir Edmund va caure en mans dels gal·lesos. Segons es diu l'exèrcit d'Owain era seguit per dones gal·leses que remataven als soldats anglesos ferits i mutilaven els cossos dels morts, suposadament per venjar-se pels saquejos i violacions dels soldats anglesos durant l'any anterior. Owain Glyndŵr va acceptar alliberar a Edmund Mortimer a canvi d'un gran rescat, però en contrast amb la seva actitud cap al Baró de Grey, el rei Enric IV es va negar a pagar. Es diu que Sir Edmund també ambicionava el tron d'Anglaterra i Enric no desitjava que quedés lliure massa ràpid. En resposta al rebuig del seu monarca, Sir Edmund va negociar una aliança amb Owain i es va casar amb Catrin, una de les filles d'Owain.
També aquest mateix any els francesos i bretons van ajudar els rebels gal·lesos en la seva guerra contra Anglaterra. Els francesos volien utilitzar als gal·lesos de la mateixa forma que utilitzaven als escocesos com a mur de contenció de l'expansió anglesa. Els corsaris francesos van començar a atacar els vaixells anglesos en el mar d'Irlanda i van proporcionar armes als gal·lesos. Mercenaris francesos i bretons també van estar presents en els atacs d'Owain.

### La revolta s'estén

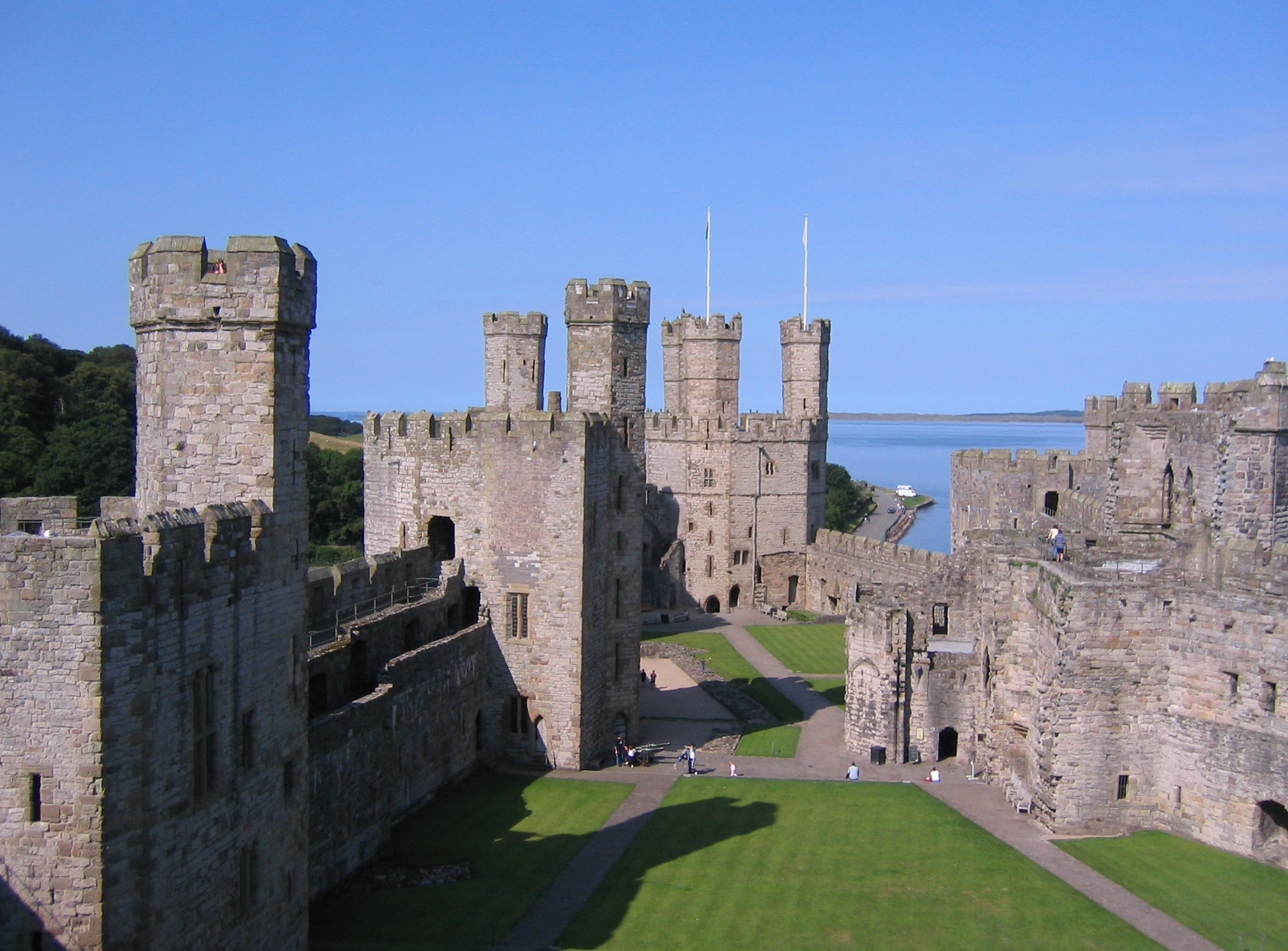
El castell Caernarfon, assediat per Owain Glyndŵr en 1403.

L'any 1403 la revolta d'Owain Glyndŵr es va convertir en un moviment nacional a Gal·les. Els partidaris d'Owain es van estendre per l'oest i l'usar. Recreant la marxa de Llywelyn el Gran en l'oest, Owain va marxar per la vall del Tywi. Els assentaments gal·lesos s'alçaven al seu pas, i les mansions i castells anglesos es rendien o eren conquistats. Finalment, va aconseguir ocupar Carmarthen, una de les principals fortaleses angleses en l'oest. A continuació Owain va donar la volta i va atacar Glamorgan i Gwent.
El castell Abergavenny en Gwente va ser atacat i la seva ciutat emmurallada incendidada. Owain va continuar avançant per la vall del riu Usk fins a arribar a la costa, incendiant Usk i prenent el castell de Cardiff i el de Newport. Els oficials del rei van informar que els estudiants gal·lesos de la Universitat d'Oxford abandonaven els seus estudis per unir-se a Owain i els treballadors i artesans gal·lesos abandonaven els seus oficis a Anglaterra per tornar a Gal·les en onades. Owain també va atreure suport dels soldats gal·lesos estacionats a França i Escòcia. Centenars d'arquers i soldats gal·lesos van abandonar l'exèrcit anglès per unir-se als rebels.
En el nord de Gal·les els partidaris d'Owain van llançar un segon atac contra el castell de Caernarfon, en aquesta ocasió amb suport francès, i gairebé van aconseguir capturar-ho. En resposta, Henry de Monmouth, fill d'Enric IV, va atacar i va cremar les propietats d'Owain en Glyndyfrdwy i Sychart. Henry Percy, que defensava una política de negociació i pacificació es va passar al bàndol d'Owain i es va rebel·lar en Cheshire, un bastió dels partidaris de l'enderrocat Ricard II, i va desafiar al seu primer, Enric IV. Henry de Monmouth, que llavors només tenia 16 anys, es va dirigir al nord per enfrontar-se a Henry Percy. El 21 de juliol va arribar a Shrewbury, just abans que Percy, obligant als rebels a acampar fora de la ciutat. El fill del rei va atacar immediatament, provocant la Batalla de Shrewsbury, per evitar que Henry Percy i els rebels s'unissin al Comte de Northumberland, que també acudia a la ciutat. D'aquesta forma el príncep Henry va ser capaç de lluitar contra els rebels abans que reunissin totes les seves forces i en un terreny de la seva elecció. La batalla es va perllongar durant tot el dia i Henry de Monmouth va resultar ferit en la cara per una fletxa, però va continuar lluitant contra els seus homes. Quan es va estendre la notícia que Henry Percy havia mort, la resistència dels rebels va començar a flaquejar i esfondrar-se. En acabar el dia la rebel·lió de Percy havia acabat. Més de 300 cavallers havien mort i uns 20.000 homes havien resultat morts o ferits.
En 1404, Owain va capturar i va fortificar els castells de Harlech i Aberystwyth. Ansiós de mostrar-se com un governant capaç i seriós, va celebrar corts en Harlech i va nomenar a l'astut i brillant Gruffydd Young com el seu canceller. Poc després també va convocar el seu primer parlament (o més pròpiament un Cynulliad o assemblea) de tot Gal·les en Machynlleth, on va ser coronat Owain IV de Gal·les i va anunciar diverses mesures de govern. Va declarar la seva intenció de crear un regne independent de Gal·les amb un parlament i una església gal·lesa separats d'Anglaterra. Ordenaria construir dues universitats nacionals (una en el sud i una altra en el nord) i restabliria la llei tradicional de Hywel el Bo. Diversos eclesiàstics i destacats membres de la societat gal·lesa van acudir a la seva convocatòria. La resistència anglesa va ser reduïda a uns pocs castells aïllats i ciutats emmurallades.

### El contracte tripartit i l'any dels francesos
Owain Glyndŵr va demostrar la seva nova posició negociant el “Contracte Tripartit” amb Edmund Mortimer i el Comte de Northumberland. En el Contracte s'acordava dividir Anglaterra i Gal·les entre els tres. Gal·les s'estendria fins al riu Severn i el riu Mersey, annexionat la major part de Cheshire, Shropshire i Herefordshire. Els Senyors de March de la família Mortimer es quedarien amb tot el sud i l'oest d'Anglaterra i Thomas Percy, Comte de Worcester, es quedaria amb el nord d'Anglaterra. La majoria dels historiadors consideren aquest “Contracte Tripartit” com una simple fantasia. No obstant això, ha de recordar-se que a principis de 1404 la situació era molt favorable per Owain. Les comunitats angleses en la frontera amb Gal·les es trobaven afeblides i estaven aconseguint acords amb els rebels gal·lesos. Es deia que els antics aliats del rei Ricard II enviaven diners i armes a Gal·les i que els monjos cistercencs i franciscans del país estaven recollint fons i donacions per donar suport a la rebel·lió. D'altra banda, la rebel·lió dels partidaris de Ricard II encara era viable, malgrat la mort de Henry Percy. De fet, la rebel·lió iniciada per Percy no va acabar completament fins a 1408, quan el Xèrif de Yorkshire va derrotar el Comte de Northumberland en Bramham Moor. Independentment que el Contracte Tripartit fos una fantasia o no, Owain estava beneficiant-se de la convulsa situació política.
En el front internacional la situació també era favorable per Owain Glyndŵr. Encara que les negociacions amb els escocesos i irlandesos no van fructificar, Owain tenia l'esperança de mantenir el suport de francesos i bretons. Owain va enviar al seu canceller Gruffydd Young i al seu cunyat John Hanmer a França per negociar un tractat. El resultat va ser la promesa d'ajudar els rebels gal·lesos. L'efecte immediat d'aquestes negociacions sembla haver estat que un exèrcit combinat de gal·lesos, francesos i bretons van assetjar el castell Kidwelly. Els gal·lesos també van comptar amb el suport d'escocesos i irlandesos, que van viatjar a Gal·les mitjançant una flota proporcionada per França. Els escocesos van atacar la península de Llyn en 1400 i 1401. En 1401 una esquadra bretona va derrotar els anglesos al Canal de la Mànega i va devastar Jersey, Guernsey i Plymouth, mentre els francesos desembarcaven en l'illa de Wight. En 1404 una flota francesa va incendiar Dartmouth (Devon) i va devastar la costa de Devon.
1405 va ser l'“Any dels Francesos” a Gal·les. En el continent, els exèrcits francesos pressionaven les possessions angleses en el continent europeu, envaint Aquitània. De forma simultània, a l'oest de Gal·les va desembarcar un exèrcit francès de 2800 cavallers i soldats dirigits per Jean de Rieux, un noble bretó i mariscal de França. Aquest no va obtenir un subministrament d'aigua potable i molts dels seus cavalls de guerra van morir. Tampoc havia portat un equip de setge efectiu. Jean de Rieux es va unir a l'exèrcit d'Owain i junts van prendre la ciutat de Haverfordwest, però no van aconseguir conquistar el castell. A continuació van seguir avançant, reconquistant Carmarthen i assetjant Tenby. Els seus següents objectius han estat molt discutits. L'exèrcit franc-gal·lès va travessar el sud de Gal·les (i d'acord amb la tradició local) va envair Anglaterra, avançant per Herefordshire i Worcestershire. Es van trobar amb l'exèrcit anglès a l'oest de Great Witly, a uns 10 km de Worcester. L'exèrcit d'Enric IV es va posicionar en Abberley Hill al sud mentre Owain situava les seves tropes en Woodbury Hill al nord (en l'actualitat es coneix localment com a pujol d'Owain). Els exèrcits van romandre acampats sense decidir-se a atacar durant vuit dies i mai van arribar a entrar en batalla. Per raons que mai han estat clares, tots dos bàndols van decidir retirar-se. Segons la teoria principal, l'estratègia d'Enric IV va consitir en resistir durant dies intimidant a l'exèrcit gal·lès, fins que aquest últim, necessitat de subministraments, es va veure obligat a retirar-se a Gal·les.
Encara que durant la resta de l'any van continuar arribant més soldats francesos, davant la falta de resultats decisius, i davant la necessitat de més tropes en el continent, el rei francès va retirar les seves tropes de Gal·les.

### El declivi de la rebel·lió

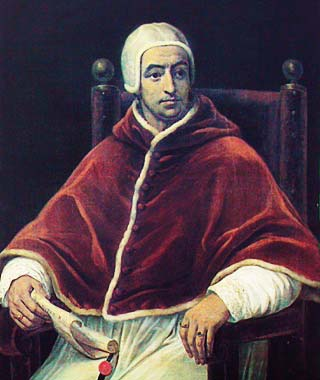
Benedict XIII d'Avinyó.

L'any 1406 la majoria de les tropes franceses s'havien retirat i a París, la cort del rei Carles VI estava disposada a signar la pau amb Anglaterra. Ni tan sols la carta d'Owain al rei Carles VI de França i al Papa Benedict XIII d'Avinyó, prometent canviar l'aliança de l'església gal·lesa de Roma a Avinyó, va obtenir resultats. Les aliances internacionals dels rebels gal·lesos van retirar els seus suports.
Els rebels també van començar a tenir altres problemes. A l'inici de l'any els exèrcits d'Owain van ser derrotats en Grosmont i Usk en la Batalla de Pwll Melon. Encara que resulta difícil conèixer les maniobres militars d'aquestes batalles, sembla que el príncep Henry de Monmouth o possiblement Sir John Talbot, van aconseguir danyar significativament a diversos grups incursors dirigits per Rhys Ghetin (“Rhys el bru”) i el fill major d'Owayn, Gruffydd Glyndŵr. El resultat d'aquestes batalles no és clar però sembla que Rhys va resultar mort en Grosmoth i Gruffydd va ser capturat en Usk. Gruffydd va ser enviat a la Torre de Londres i va morir sis anys després a la presó. El rei Enric IV va emprar tàctiques cada vegada més brutals, decapitant a més de 300 presoners gal·lesos davant el castell d'Usk. John ap Hywel, abat del monestir cistercenc de Llantarnam va ser assassinat durant la Batalla d'Usk mentre administrava els sagraments als morts i ferits de tots dos bàndols. Aquest mateix any, els exèrcits anglesos es van apoderar de l'illa d'Anglesey des d'Irlanda, eliminant la resistència gal·lesa a la fi d'any.
Al mateix temps els anglesos van començar a adoptar noves estratègies, en lloc de concentrar-se en les expedicions de càstig, el jove príncep Henry Monmouth va imposar una tàctica de bloqueig econòmic. Utilitzant els castells que romanien sota el control anglès van començar a reconquistar Gal·les impedint el comerç i l'arribada d'armes. En 1407 aquesta estratègia va començar a fer efecte. Al març, 1000 homes de Flintshiere es van presentar davant el jutge del comtat i van acceptar pagar una multa comunal pel seu suport a Owain Glyndŵr. A poc a poc la mateixa situació va començar a repetir-se per tot Gal·les. Al juliol, el Comte d'Arundel va pacificar la zona al voltant d'Oswestry i Clun, i d'un en un els senyors locals van començar a rendir-se. A l'estiu, el castell d'Owain en Aberystwyth va ser assetjat i a la tardor es va rendir. En 1409 es va rendir el castell Harlech. Diversos enviats gal·lesos van ser enviats a França a la recerca d'ajuda, però no van obtenir resposta. Gruffydd Young va intentar aconseguir el suport d'Escòcia però tampoc va obtenir resultats. Sir Edmund Mortimer va morir en la batalla final i Margaret, la dona d'Owain, juntament amb les seves dues filles, i tres netes van ser preses presoneres i empresonades en la Torre de Londres. Totes van morir a la presó abans de 1415.
Owain havia aconseguit romandre lliure, però de nou es va convertir en un rebel perseguit. La revolta que havia iniciat va començar a enfonsar-se. En 1410 Owain i els seus seguidors van intentar una última incursió en Shropshire. Molts dels seus comandants més lleials estaven presents. Va ser un intent suïcida, perquè la incursió va fracassar estrepitosament i molts dels líders rebels van ser capturats. Rhys Ddu (“Rhys el Negre”) de Cardigan, un dels comandants més fidels d'Owain va ser capturat i executat a Londres, juntament amb Philip Scudamore i Rhys ap Tudor. Els seus cossos van ser esbocinats i els seus caps exposats en públic.
En 1412 Owain va capturar i posteriorment va alliberar a Dafydd Gam (“David el Tort”), un partidari gal·lès del rei Enric IV en una emboscada en Brecon. No obstant això, van ser l'última victòria de la revolta. També va ser l'última ocasió en què els enemics d'Owain ho van veure amb vida. En 1414 van sorgir rumors en Herefordshire que Sir John Oldcastle, un líder lolard, s'estava comunicant amb Owain Glyndŵr. Els anglesos van enviar reforços als principals castells del nord i el sud de Gal·les. Bandits i proscrits que havien participat en al rebel·lió van romandre actius durant diversos anys en Snowdonia.
Però quan la revolta gal·lesa finalitzava, el rei Enric IV va morir en 1413 i el seu fill Enric V va començar a adoptar una política més conciliadora cap als gal·lesos. Es van oferir amnisties i perdons reials als principals líders de la revolta i a altres oponents al govern d'Enric IV. En un gest simbòlic i piadós, el cos del deposat Ricard II va ser enterrat a l'abadia de Westminster. En 1415 Enric V va oferir el perdó reial a Owain Glyndŵr, mentre es preparava per a la guerra amb França. Existeixen evidències que Enric V estava negociant amb Maredudd Glyndŵr, el fill d'Owain, però no va obtenir resultat. En 1416 al mateix Maredudd se li va oferir el perdó reial, però també ho va rebutjar. Potser el seu pare seguia viu i no estava disposat a acceptar-ho. Finalment Maredudd va acceptar el perdó en 1421, suggerint que Owain finalment havia mort. Algunes evidències, suggereixen, en la poesia del bard gal·lès Llawdden, per exemple, que uns pocs rebels van continuar lluitant després de 1421 sota el lideratge de Phylib ap Rhys, gendre de Owain.
Els Annals d'Owain Glyndŵr presos del manuscrit medieval “Panton MS. 22”, finalitzen l'any 1422. En l'última entrada sobre el rebel gal·lès es llegeix:

## Desaparició i llegat

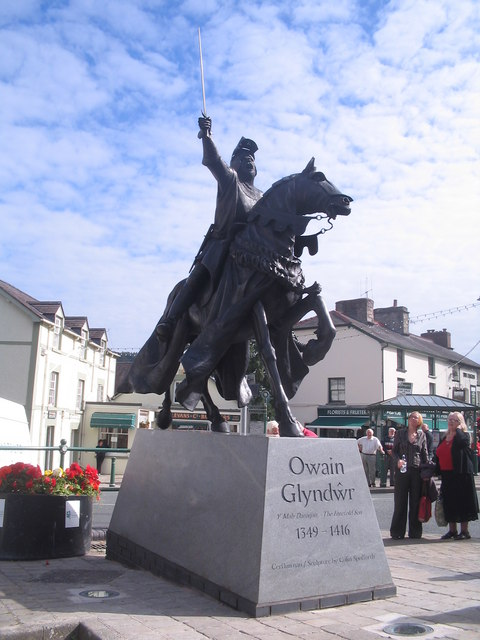
Estàtua d'Owain Glyndŵr en Corwen, Denbighshire.

No hi ha dades fiables sobre Owain a partir de 1412. A pesar que s'oferien enormes recompenses pel seu cap, mai va ser capturat ni traït. Va rebutjar les amnisties i perdons reials. Segons tradició quan va morir va ser enterrat en la seva propietat de Sycharth o en les propietats dels marits de les seves filles –Kentchurch al sud de Herefordshire o Monnington a l'oest de Herefordshire, irònicament, ambdues localitzacions a Anglaterra. La filla d'Owain, Alys Glyndŵr, s'havia casat en secret amb Sir John Scudamore, el Xèrif de Herefordshire. D'alguna forma va aconseguir sobreviure a la rebel·lió i mantenir-se en el seu lloc. També es deia que a la fi, Owain s'havia retirat a Kentchurch. En el seu llibre The *Mistery of Jack of Kent and the Fate of Owain Glyndŵr, Alex Gibbon afirma que l'heroi local Jack de Kent, també conegut com a Siôn Cent –emparentats amb la família Scudamore-era de fet el mateix Owain Glyndŵr. Gibbons assenyala diverses semblances entre Siôn Cent i Glyndŵr (incloent la seva aparença física, edat, educació, caràcter) i afirma que Owain va passar els seus últims anys en companyia de la seva filla Alys, fent passar per un vell frare franciscà amic de la família. Molts relats i llegendes populars mostren a Owain disfressant-se per confondre als seus enemics durant la rebel·lió.
Sir John Donne (mort en 1503) va ser net de John Scudamore i Alys Glyndŵr. Va ser un cortesà partidari de la Casa de York, diplomàtic i soldat, que a partir de 1485 va ocupar un lloc en la cort d'Enric VII d'Anglaterra. A través de la família Donne, moltes destacades famílies angleses descendeixen d'Owain Glyndŵr, incloent a la família De Vere, comtes d'Oxford i la família Cavendish, ducs de Devonshire.
L'any 2006, Adrien Jones, president de la Societat Owain Glyndŵr va dir:
Societat Owain Glyndŵr

## Ficció

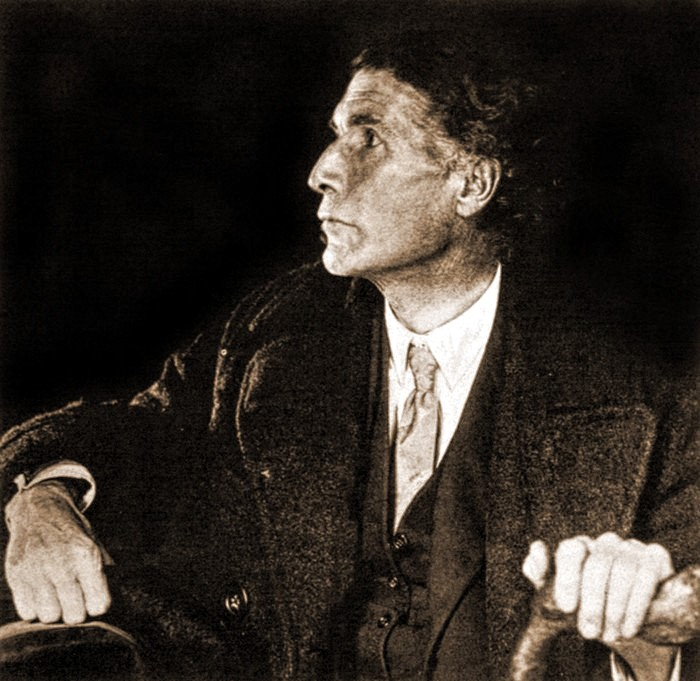
John Cowper Powys, creador d'Owen Glendower (1941)

Així com en l'obra de Shakespeare, Owain Glyndŵr ha aparegut en altres obres literàries i ha estat el protagonista de diverses novel·les històriques:
- John Cowper Powys: Owen Glendower (1941)
- Edith Pargeter: A Bloody Field by Shrewsbury (1972)
- Martha Rofheart: Cry 'God for Glendower (1973)
- Rosemary Hawley Jarman: Crown in Candlelight (1978)
- Edith Pargeter: A Bloody Field by Shrewsbury
- Malcolm Pryce: A Dragon to Agincourt - Y Lolfa ISBN 0-86243-684-2
- Rhiannon Ifans: Owain Glyndwr: Prince of Wales (2003)
- Rowland Williams: Owen Glendower: A Dramatic Biography and Other Poems (2008)
- T.I. Adams: The Dragon Wakes: A Novel of Wales and Owain Glyndwr (2012)
- Maggie Stiefvater: The Raven Boys (2012) and The Dream Thieves (2013)
- N. Gemini Sasson: Uneasy Lies the Crown: A Novel of Owain Glyndwr (2012)
- Terry Breverton: Owain Glyndwr: The Story of the Last Prince of Wales (2014)

En 1983 UK TV va emetre la pel·lícula Owain, Prince of Wales, dirigida per James Hill.
Per a un estudi de les diverses formes en les quals Owain Glyndŵr ha aparegut en la literatura gal·lesa moderna, I. Wyn James va escriure Glyndŵr a Gobaith i Genedl: Agweddau ar i Portread o Owain Glyndŵr yn Llenyddiaeth i Cyfnod Modern (Aberystwyth: Cymdeithas Lyfrau Ceredigion, 2007).
Glyndŵr va aparèixer breument com un cavaller passat de la paraula i un fantasma que serveix a la Senyora en Terry Brooks' Word/Void Trilogy. En els llibres, és l'avantpassat de John Ross.
Glyndŵr va aparèixer com un agent de Light en la novel·la de Susan Cooper, Silver on the Tree, en la seqüència de The Dark is Rising.